# Iron Maiden (gruppo musicale anni 1960)
Gli Iron Maiden sono stati un gruppo musicale hard rock britannico, formatosi nel 1966 con Barry Skeels, Steve Drewett, Chris Rose e Alan Hooker nella città di Basildon nell'Essex, presso Londra

## Storia
Gli Iron Maiden suonavano pezzi dei The Rolling Stones e anche pezzi blues anche con il nome di Growth. Presero il nome dalla vergine di ferro (“iron maiden” in inglese), strumento di tortura medievale. 
Nel 1967 uscirono dal gruppo tutti i componenti ad esclusione di Drewett e Skeels. Il duo decise così di passare al blues, modificando il nome in Stevenson's Blues Department ed esibendosi nei pub e nei club dell'Essex e di Londra. In quegli anni fecero da supporto a molti gruppi, tra cui i Jethro Tull, Fleetwood Mac, The Groundhogs e i King Crimson.
Sempre nel 1967, il chitarrista Trev Thoms e il batterista Paul Reynolds si aggregarono al duo; il nuovo gruppo prese il nome di Bum e vennero scritturati dall'etichetta discografica Gemini, grazie alla quale pubblicarono il singolo God of Darkness/Ballad of Martha Kent. 
Nel 1969, in conclusione al tour australiano, ripresero il nome di Iron Maiden mentre nell'anno successivo Reynolds abbandonò il gruppo e fu rimpiazzato da Steve Chapman. Con il nuovo arrivato, gli Iron Maiden pubblicarono il singolo Falling/Ned Kelly (uscito nel 1970) e registrarono l'album di debutto Maiden Voyage, il quale presenta sonorità e testi molto vicini ai Black Sabbath.
Tuttavia, sempre nel 1970, l'etichetta chiuse e l'album non poté essere pubblicato e successivamente il gruppo si sciolse. 
Con i nastri duplicati di Skeels ben ventotto anni dopo, nel 1998, venne pubblicato Maiden Voyage.

## Formazione

### 1966-1967 (come "Iron Maiden")
- Steve Drewett – voce, armonica a bocca
- Chris Rose – chitarra solista
- Tom Loates – chitarra ritmica
- Barry Skeels – basso
- Stan Gillem – batteria

### 1967 (come "Stevenson's Blues Department")
- Steve Drewett – voce, armonica a bocca
- Barry Skeels – basso

### 1967-1970 (come "Bum"; dal 1968 come "Iron Maiden")
- Steve Drewett – voce, armonica a bocca
- Trev Thoms – chitarra
- Barry Skeels – basso
- Paul Reynolds – batteria (1967-1970)
- Steve Chapman – batteria (1970)

## Discografia

### Album in studio
- 1998 – Maiden Voyage

### Singoli
- 1968 - God of Darkness/Ballad of Martha Kent (pubblicato sotto il nome di Bum)
- 1970 - Falling/Ned Kelly